# Rotor
Rotor vektorskega polja {\displaystyle \mathbf {V} =(P,Q,R)\!\,} je v vektorski analizi operator, ki slika iz {\displaystyle \mathbb {R} ^{3}\rightarrow \mathbb {R} ^{3}\!\,} in vektorskemu polju {\displaystyle \mathbf {V} \!\,} prek vektorskega produkta priredi novo vektorsko polje na naslednji način:
{\displaystyle \operatorname {rot} \ \mathbf {V} =\operatorname {rot} (P,Q,R)={\begin{vmatrix}\mathbf {i} &\mathbf {j} &\mathbf {k} \\{\frac {\partial }{\partial x}}&{\frac {\partial }{\partial y}}&{\frac {\partial }{\partial z}}\\P&Q&R\end{vmatrix}}\!\,.}
Z uporabo operatorja nable se rotor zapiše:
{\displaystyle \operatorname {rot} \ \mathbf {V} =\nabla \times \mathbf {V} \!\,.}
Vektorsko polje, katerega rotor je enak nič, se imenuje potencialno (vektorsko) polje.

## Uporaba
Rotor je uporaben za preverjanje potencialnosti polj. Krivuljni integrali potencialnega polja so neodvisni od poti, kar pomeni, da so enolično določeni z začetno in končno točko. Zgled potencialnega (vektorskega) polja je gravitacijsko polje. Gravitacijska potencialna energija je odvisna le od medsebojne razlike lege (višine) telesa in referenčne točke, ne pa od poti, po kateri se je telo gibalo, da je doseglo trenutno lego.
Stokesov izrek pravi:
{\displaystyle \oint \limits _{\partial D}\mathbf {V} \mathrm {d} \mathbf {r} =\iint \limits _{D}\nabla \times \mathbf {V} \,\mathrm {d} \mathbf {S} \!\,.}
Pretvorba krivuljnega integrala vektorskega polja po sklenjeni poti na dvojni integral (po ploskvi) olajša integracijo. (rob območja D mora biti pozitivno orientiran)